# Eliya pictipes
Eliya pictipes is een rechtvleugelig insect uit de familie veldsprinkhanen (Acrididae). De wetenschappelijke naam van deze soort werd voor het eerst geldig gepubliceerd in 1927 door Boris Petrovich Uvarov.